# Dallas Townsend
 (mars 2022).
Pour les articles homonymes, voir Townsend.
Dallas S. Townsend, Jr. (17 janvier 1919 - 1er juin 1995) est un journaliste américain qui a travaillé pour la radio et la télévision CBS pendant plus de 40 ans. Un jury de l'Université de Columbia a déclaré à propos de Townsend: « Aucun autre journaliste de notre époque n'a eu une connaissance plus large des nouvelles ni ne les a communiquées avec plus de finesse et de précision. »

## Début de carrière
Né à New York et élevé dans le New Jersey, Dallas Townsend est le fils de Dallas Townsend, Sr., un avocat qui était autrefois procureur général adjoint des États-Unis. Il fréquente la Montclair Kimberley Academy, obtenant son diplôme dans la promotion de 1936. Il est diplômé de l'Université de l'Université de Princeton en 1940 et de la Columbia School of Journalism. Il travaille comme rédacteur en chef chez WQXR à New York avant de travailler chez CBS. Après avoir travaillé brièvement pour CBS en tant que rédacteur en chef à New York, il sert dans l'armée. Pendant lé Seconde Guerre mondiale, il est officier des communications de l'armée.

## CBS
Dallas Townsend est associé à CBS pendant plus de 40 ans. Au cours de sa carrière, il travaille sur le World News Roundup du matin sur CBS Radio Network et sur l'émission du soir du Roundup, alors connue sous le nom de The World Tonight. En plus des bulletins d'information réguliers, il couvre chaque convention présidentielle et campagne de 1948 à 1980, et chaque lancement spatial américain de 1962 à 1980.

## Décès
Dallas Townsend décède le 1er juin 1995 des suites d'une chute qu'il a subie une semaine plus tôt. Il avait 76 ans. Il laisse dans le deuil sa femme, quatre enfants et dix petits-enfants.

## Reconnaissance
En 1983, il reçoit un prix de l'Université Alfred I. duPont – Columbia pour «reportage intelligent et incisif» au cours de sa carrière.